# Panisea demissa
Panisea demissa är en orkidéart som först beskrevs av David Don, och fick sitt nu gällande namn av Ernst Hugo Heinrich Pfitzer. Panisea demissa ingår i släktet Panisea och familjen orkidéer. Inga underarter finns listade i Catalogue of Life.